# Chiesa dei Santi Pietro e Paolo (Sospirolo)
La chiesa dei Santi Pietro e Paolo è la parrocchiale di Sospirolo, in provincia di Belluno e diocesi di Belluno-Feltre; fa parte della convergenza foraniale di Sedico-Santa Giustina.

## Storia
Non si sa esattamente in che anno fosse stata istituita la pieve di Sospirolo, ma, certamente,  antecedentemente al 1185. Dalla relazione della visita pastorale del 1538 si apprende che la pieve aveva l'altare maggiore, il quale si trovava nell'abside rialzata rispetto al pavimento della navata, ornato da una pala con la Madonna col Bambino assieme ai Santi Pietro, Paolo, Giovanni Battista e Vittore Martire, e due altari laterali, dedicati rispettivamente a San Rocco e Sant'Antonio, e che la stessa era dotata di campanile. A poca distanza dalla pieve era situato il camposanto, all'interno del quale si trovava la chiesetta confraternale di San Giovanni Battista, usata fino al XVI secolo come battistero. Nel XVII secolo si dovette riedificare la pieve con dimensioni maggiori, dato l'aumento della popolazione locale. La nuova chiesa disponeva di quattro altari e di tre ingressi. Si sa che in quel periodo l'antico battistero era caduto in disuso e non vi si celebravano più funzioni. Nel XIX secolo la chiesa seicentesca si rivelò insufficiente a soddisfare le esigenze dei fedeli e, così, si decise di edificarne una nuova. L'attuale parrocchiale, voluta dall'arciprete don Gregorio De Lotto e progettata da Marco Poliaghi, venne costruita in stile neogotico tra il 1889 ed il 1898 e consacrata - come ricorda una lapide apposta nel 1954 - il 23 marzo di quello stesso anno dal patriarca di Venezia Giuseppe Sarto, futuro papa Pio X.